# Giro di Svizzera 2012
Il Giro di Svizzera 2012, settantaseiesima edizione della corsa, valido come diciassettesima prova dell'UCI World Tour 2012, si svolse dal 9 al 17 giugno 2012 su un percorso di 1 398,6 km suddivisi in nove tappe. La partenza avvenne per il terzo anno consecutivo a Lugano, con una corsa a cronometro individuale; l'arrivo fu invece a Sörenberg. ad aggiudicarsi la vittoria fu il portoghese della squadra Movistar Rui Alberto Faria da Costa, che concluse la corsa in 35h 54' 49" precedendo il lussemburghese Fränk Schleck e lo statunitense Levi Leipheimer.

## Tappe
| Tappa  | Data      | Percorso                            | km      | Vincitore di tappa | Leader cl. generale |
| ------ | --------- | ----------------------------------- | ------- | ------------------ | ------------------- |
| 1ª     | 9 giugno  | Lugano (cron. individuale)          | 7,3     | Peter Sagan        | Peter Sagan         |
| 2ª     | 10 giugno | Verbania (ITA) > Verbier            | 218,3   | Rui Costa          | Rui Costa           |
| 3ª     | 11 giugno | Martigny > Aarberg                  | 194,7   | Peter Sagan        | Rui Costa           |
| 4ª     | 12 giugno | Aarberg > Trimbach-Olten            | 188,8   | Peter Sagan        | Rui Costa           |
| 5ª     | 13 giugno | Olten-Trimbach > Gansingen          | 192,7   | Vladimir Isajčev   | Rui Costa           |
| 6ª     | 14 giugno | Wittnau > Bischofszell              | 198,5   | Peter Sagan        | Rui Costa           |
| 7ª     | 15 giugno | Gossau > Gossau (cron. individuale) | 34,3    | Fredrik Kessiakoff | Rui Costa           |
| 8ª     | 16 giugno | Bischofszell > Arosa                | 148,2   | Michael Albasini   | Rui Costa           |
| 9ª     | 17 giugno | Näfels-Lintharena > Sörenberg       | 215,8   | Tanel Kangert      | Rui Costa           |
| Totale | Totale    | Totale                              | 1 398,6 |                    |                     |

## Squadre partecipanti
Prendono parte alla competizione 20 squadre: oltre alle 18 formazioni con licenza UCI ProTeam, sono state invitate 2 squadre Professional Continental, Team Type 1-Sanofi e Spidertech.
| N.    | Cod. | Squadra                |
| ----- | ---- | ---------------------- |
| 1-8   | OPQ  | Omega Pharma-Quickstep |
| 11-18 | KAT  | Katusha Team           |
| 21-28 | LIQ  | Liquigas-Cannondale    |
| 31-38 | SKY  | Sky Procycling         |
| 41-48 | AST  | Astana Pro Team        |
| 51-58 | GRM  | Team Garmin-Barracuda  |
| 61-68 | OGE  | Orica-GreenEDGE        |
| 71-78 | LAM  | Lampre-ISD             |
| 81-88 | BMC  | BMC Racing Team        |
| 91-98 | RNT  | RadioShack-Nissan      |

| N.      | Cod. | Squadra               |
| ------- | ---- | --------------------- |
| 101-108 | VCD  | Vacansoleil-DCM Pro   |
| 111-118 | EUS  | Euskaltel-Euskadi     |
| 121-128 | MOV  | Movistar Team         |
| 131-138 | RAB  | Rabobank Cycling Team |
| 141-148 | LTB  | Lotto-Belisol Team    |
| 151-158 | ALM  | AG2R La Mondiale      |
| 161-168 | FDJ  | FDJ-BigMat            |
| 171-178 | SAX  | Team Saxo Bank        |
| 181-188 | TT1  | Team Type 1-Sanofi    |
| 191-198 | SPI  | Spidertech            |

## Dettagli delle tappe

### 1ª tappa
- 9 giugno: Lugano – Cronometro individuale – 7,3 km

Risultati
| Pos. | Corridore         | Squadra    | Tempo |
| ---- | ----------------- | ---------- | ----- |
| 1    | Peter Sagan       | Liquigas   | 9'43" |
| 2    | Fabian Cancellara | RadioShack | a 4"  |
| 3    | Moreno Moser      | Liquigas   | a 7"  |

| Pos. | Corridore         | Squadra    | Tempo |
| ---- | ----------------- | ---------- | ----- |
| 1    | Peter Sagan       | Liquigas   | 9'43" |
| 2    | Fabian Cancellara | RadioShack | a 4"  |
| 3    | Moreno Moser      | Liquigas   | a 7"  |

### 2ª tappa
- 10 giugno: Verbania (ITA) > Verbier – 218,3 km

Risultati
| Pos. | Corridore     | Squadra       | Tempo    |
| ---- | ------------- | ------------- | -------- |
| 1    | Rui Costa     | Movistar Team | 6h21'23" |
| 2    | Fränk Schleck | RadioShack    | a 4"     |
| 3    | Mikel Nieve   | Euskaltel     | a 12"    |

| Pos. | Corridore       | Squadra       | Tempo    |
| ---- | --------------- | ------------- | -------- |
| 1    | Rui Costa       | Movistar Team | 6h31'22" |
| 2    | Fränk Schleck   | RadioShack    | a 8"     |
| 3    | Roman Kreuziger | Astana        | a 15"    |

### 3ª tappa
- 11 giugno: Martigny > Aarberg – 194,7 km

Risultati
| Pos. | Corridore   | Squadra        | Tempo    |
| ---- | ----------- | -------------- | -------- |
| 1    | Peter Sagan | Liquigas       | 4h35'32" |
| 2    | Baden Cooke | Orica-GreenE.  | s.t.     |
| 3    | Ben Swift   | Sky Procycling | s.t.     |

| Pos. | Corridore       | Squadra       | Tempo     |
| ---- | --------------- | ------------- | --------- |
| 1    | Rui Costa       | Movistar Team | 11h06'56" |
| 2    | Fränk Schleck   | RadioShack    | a 8"      |
| 3    | Roman Kreuziger | Astana        | a 15"     |

### 4ª tappa
- 12 giugno: Aarberg > Trimbach-Olten – 188,8 km

Risultati
| Pos. | Corridore          | Squadra       | Tempo    |
| ---- | ------------------ | ------------- | -------- |
| 1    | Peter Sagan        | Liquigas      | 4h36'55" |
| 2    | José Joaquín Rojas | Movistar Team | s.t.     |
| 3    | Michael Albasini   | Orica-GreenE. | s.t.     |

| Pos. | Corridore       | Squadra       | Tempo     |
| ---- | --------------- | ------------- | --------- |
| 1    | Rui Costa       | Movistar Team | 15h43'52" |
| 2    | Fränk Schleck   | RadioShack    | a 8"      |
| 3    | Roman Kreuziger | Astana        | a 15"     |

### 5ª tappa
- 13 giugno: Olten-Trimbach > Gansingen – 192,7 km

Risultati
| Pos. | Corridore        | Squadra        | Tempo    |
| ---- | ---------------- | -------------- | -------- |
| 1    | Vladimir Isajčev | Katusha Team   | 4h58'28" |
| 2    | Rubén Pérez      | Euskaltel      | s.t.     |
| 3    | Salvatore Puccio | Sky Procycling | s.t.     |

| Pos. | Corridore       | Squadra       | Tempo     |
| ---- | --------------- | ------------- | --------- |
| 1    | Rui Costa       | Movistar Team | 20h53'27" |
| 2    | Fränk Schleck   | RadioShack    | a 8"      |
| 3    | Roman Kreuziger | Astana        | a 15"     |

### 6ª tappa
- 14 giugno: Wittnau > Bischofszell – 198,5 km

Risultati
| Pos. | Corridore   | Squadra        | Tempo    |
| ---- | ----------- | -------------- | -------- |
| 1    | Peter Sagan | Liquigas       | 4h30'08" |
| 2    | Ben Swift   | Sky Procycling | s.t.     |
| 3    | Allan Davis | Orica-GreenE.  | s.t.     |

| Pos. | Corridore       | Squadra       | Tempo     |
| ---- | --------------- | ------------- | --------- |
| 1    | Rui Costa       | Movistar Team | 25h23'38" |
| 2    | Fränk Schleck   | RadioShack    | a 8"      |
| 3    | Roman Kreuziger | Astana        | a 15"     |

### 7ª tappa
- 15 giugno: Gossau > Gossau – Cronometro individuale – 34,3 km

Risultati
| Pos. | Corridore          | Squadra    | Tempo  |
| ---- | ------------------ | ---------- | ------ |
| 1    | Fredrik Kessiakoff | Astana     | 46'36" |
| 2    | Fabian Cancellara  | RadioShack | a 2"   |
| 3    | Maxime Monfort     | RadioShack | a 20"  |

| Pos. | Corridore       | Squadra       | Tempo     |
| ---- | --------------- | ------------- | --------- |
| 1    | Rui Costa       | Movistar Team | 26h10'55" |
| 2    | Roman Kreuziger | Astana        | a 50"     |
| 3    | Robert Gesink   | Rabobank      | a 55"     |

### 8ª tappa
- 16 giugno: Bischofszell > Arosa – 148,2 km

Risultati
| Pos. | Corridore        | Squadra       | Tempo    |
| ---- | ---------------- | ------------- | -------- |
| 1    | Michael Albasini | Orica-GreenE. | 3h45'39" |
| 2    | Mikel Nieve      | Euskaltel     | a 1'15"  |
| 3    | Levi Leipheimer  | Omega Pharma  | s.t.     |

| Pos. | Corridore       | Squadra       | Tempo     |
| ---- | --------------- | ------------- | --------- |
| 1    | Rui Costa       | Movistar Team | 29h58'39" |
| 2    | Fränk Schleck   | RadioShack    | a 14"     |
| 3    | Levi Leipheimer | Omega Pharma  | a 21"     |

### 9ª tappa
- 17 giugno: Näfels-Lintharena > Sörenberg – 215,8 km

Risultati
| Pos. | Corridore        | Squadra       | Tempo    |
| ---- | ---------------- | ------------- | -------- |
| 1    | Tanel Kangert    | Astana        | 5h54'22" |
| 2    | Jérémy Roy       | FDJ-BigMat    | a 2"     |
| 3    | Matteo Montaguti | AG2R La Mond. | a 31"    |

| Pos. | Corridore       | Squadra       | Tempo     |
| ---- | --------------- | ------------- | --------- |
| 1    | Rui Costa       | Movistar Team | 35h54'49" |
| 2    | Fränk Schleck   | RadioShack    | a 14"     |
| 3    | Levi Leipheimer | Omega Pharma  | a 21"     |

## Evoluzione delle classifiche
| Tappa              | Vincitore          | Classifica generale Maglia gialla | Classifica a punti Maglia a pois | Classifica della montagna Maglia verde | Classifica miglior svizzero Maglia rosso-blu | Classifica a squadre |
| ------------------ | ------------------ | --------------------------------- | -------------------------------- | -------------------------------------- | -------------------------------------------- | -------------------- |
| 1ª                 | Peter Sagan        | Peter Sagan                       | Peter Sagan                      | non assegnata                          | Fabian Cancellara                            | Liquigas-Cannondale  |
| 2ª                 | Rui Costa          | Rui Costa                         | Peter Sagan                      | Fränk Schleck                          | Mathias Frank                                | Astana Pro Team      |
| 3ª                 | Peter Sagan        | Rui Costa                         | Peter Sagan                      | Fränk Schleck                          | Mathias Frank                                | RadioShack-Nissan    |
| 4ª                 | Peter Sagan        | Rui Costa                         | Peter Sagan                      | Fränk Schleck                          | Mathias Frank                                | Astana Pro Team      |
| 5ª                 | Vladimir Isajčev   | Rui Costa                         | Peter Sagan                      | Vladimir Isajčev                       | Mathias Frank                                | Euskaltel-Euskadi    |
| 6ª                 | Peter Sagan        | Rui Costa                         | Peter Sagan                      | Vladimir Isajčev                       | Mathias Frank                                | Euskaltel-Euskadi    |
| 7ª                 | Fredrik Kessiakoff | Rui Costa                         | Peter Sagan                      | Vladimir Isajčev                       | Mathias Frank                                | Euskaltel-Euskadi    |
| 8ª                 | Michael Albasini   | Rui Costa                         | Peter Sagan                      | Michael Albasini                       | Mathias Frank                                | Euskaltel-Euskadi    |
| 9ª                 | Tanel Kangert      | Rui Costa                         | Peter Sagan                      | Matteo Montaguti                       | Mathias Frank                                | Astana Pro Team      |
| Classifiche finali | Classifiche finali | Rui Costa                         | Peter Sagan                      | Matteo Montaguti                       | Mathias Frank                                | Astana Pro Team      |

## Classifiche finali

### Classifica generale - Maglia gialla
| Pos. | Corridore          | Squadra       | Tempo     |
| ---- | ------------------ | ------------- | --------- |
| 1    | Rui Costa          | Movistar Team | 35h54'49" |
| 2    | Fränk Schleck      | RadioShack    | a 14"     |
| 3    | Levi Leipheimer    | Omega Pharma  | a 21"     |
| 4    | Robert Gesink      | Rabobank      | a 25"     |
| 5    | Mikel Nieve        | Euskaltel     | a 40"     |
| 6    | Roman Kreuziger    | Astana        | a 47"     |
| 7    | Tom Danielson      | Garmin        | a 48"     |
| 8    | Steven Kruijswijk  | Rabobank      | a 59"     |
| 9    | Alejandro Valverde | Movistar Team | a 1'42"   |
| 10   | Nicolas Roche      | AG2R La Mond. | a 1'52"   |

### Classifica a punti - Maglia a pois
| Pos. | Corridore          | Squadra       | Punti |
| ---- | ------------------ | ------------- | ----- |
| 1    | Peter Sagan        | Liquigas      | 102   |
| 2    | Matteo Montaguti   | AG2R La Mond. | 32    |
| 3    | Tanel Kangert      | Astana        | 31    |
| 4    | Jérémy Roy         | FDJ-BigMat    | 28    |
| 5    | José Joaquín Rojas | Movistar Team | 27    |

### Classifica della montagna - Maglia verde
| Pos. | Corridore        | Squadra       | Punti |
| ---- | ---------------- | ------------- | ----- |
| 1    | Matteo Montaguti | AG2R La Mond. | 73    |
| 2    | Tanel Kangert    | Astana        | 39    |
| 3    | Jérémy Roy       | FDJ-BigMat    | 35    |
| 4    | Fränk Schleck    | RadioShack    | 30    |
| 5    | Vladimir Isajčev | Katusha Team  | 21    |

### Classifica degli svizzeri - Maglia rosso-blu
| Pos. | Corridore          | Squadra       | Tempo     |
| ---- | ------------------ | ------------- | --------- |
| 1    | Mathias Frank      | BMC Racing    | 35h57'10" |
| 2    | Martin Elmiger     | AG2R La Mond. | a 19'55"  |
| 3    | Rubens Bertogliati | Team Type 1   | a 28'14"  |
| 4    | Martin Kohler      | BMC Racing    | a 32'45"  |
| 5    | Grégory Rast       | RadioShack    | a 52'46"  |

### Classifica a squadre
| Pos. | Squadra               | Tempo      |
| ---- | --------------------- | ---------- |
| 1    | Astana Pro Team       | 107h46'30" |
| 2    | Rabobank Cycling Team | a 6'48"    |
| 3    | Euskaltel-Euskadi     | a 8'33"    |
| 4    | AG2R La Mondiale      | a 17'42"   |
| 5    | RadioShack-Nissan     | a 22'47"   |

## Punteggi UCI
| Pos.               | Corridore          | Squadra        | Punti |
| ------------------ | ------------------ | -------------- | ----- |
| 1                  | Rui Costa          | Movistar Team  | 106   |
| 2                  | Fränk Schleck      | RadioShack     | 85    |
| 3                  | Levi Leipheimer    | Omega Pharma   | 72    |
| 4                  | Robert Gesink      | Rabobank       | 62    |
| 5                  | Mikel Nieve        | Euskaltel      | 56    |
| 6                  | Roman Kreuziger    | Astana         | 40    |
| 7                  | Tom Danielson      | Garmin         | 30    |
| 8                  | Peter Sagan        | Liquigas       | 24    |
| 9                  | Steven Kruijswijk  | Rabobank       | 21    |
| 10                 | Alejandro Valverde | Movistar Team  | 10    |
| 11                 | Michael Albasini   | GreenEDGE      | 9     |
| 12                 | Fabian Cancellara  | RadioShack     | 8     |
| 13                 | Fredrik Kessiakoff | Astana         | 7     |
| 14                 | Tanel Kangert      | Astana         | 6     |
| Vladimir Isajčev   | Katusha Team       | 6              |       |
| Ben Swift          | Sky Procycling     | 6              |       |
| 17                 | Jérémy Roy         | FDJ-BigMat     | 5     |
| 18                 | Baden Cooke        | GreenEDGE      | 4     |
| José Joaquín Rojas | Movistar Team      | 4              |       |
| Rubén Pérez        | Euskaltel          | 4              |       |
| Nicolas Roche      | AG2R La Mond.      | 4              |       |
| 22                 | Allan Davis        | GreenEDGE      | 3     |
| 23                 | Salvatore Puccio   | Sky Procycling | 2     |
| Moreno Moser       | Liquigas           | 2              |       |
| Maxime Monfort     | RadioShack         | 2              |       |
| Matteo Montaguti   | AG2R La Mond.      | 2              |       |
| 27                 | Martin Elmiger     | AG2R La Mond.  | 1     |
| Giampaolo Caruso   | Katusha Team       | 1              |       |
| Thibaut Pinot      | FDJ-BigMat         | 1              |       |
| Robert Kišerlovski | Astana             | 1              |       |
| Jacopo Guarnieri   | Astana             | 1              |       |
| Francesco Gavazzi  | Astana             | 1              |       |
| Heinrich Haussler  | Garmin             | 1              |       |
| Karsten Kroon      | Saxo Bank          | 1              |       |
| Sébastien Minard   | AG2R La Mond.      | 1              |       |
| Óscar Freire       | Rabobank           | 1              |       |

| Pos.             | Squadra                | Punti |
| ---------------- | ---------------------- | ----- |
| 1                | Movistar Team          | 120   |
| 2                | RadioShack-Nissan      | 95    |
| 3                | Rabobank Cycling Team  | 84    |
| 4                | Omega Pharma-Quickstep | 72    |
| 5                | Euskaltel-Euskadi      | 60    |
| 6                | Astana Pro Team        | 55    |
| 7                | Team Garmin-Barracuda  | 31    |
| 8                | Liquigas-Cannondale    | 26    |
| 9                | Orica-GreenEDGE        | 16    |
| 10               | Sky Procycling         | 8     |
| AG2R La Mondiale | 8                      |       |
| 12               | Katusha Team           | 7     |
| 13               | FDJ-BigMat             | 6     |
| 14               | Team Saxo Bank         | 1     |

| Pos.        | Nazione     | Punti |
| ----------- | ----------- | ----- |
| 1           | Portogallo  | 106   |
| 2           | Stati Uniti | 102   |
| 2           | Lussemburgo | 85    |
| 3           | Paesi Bassi | 84    |
| 4           | Spagna      | 75    |
| 6           | Rep. Ceca   | 40    |
| 7           | Slovacchia  | 24    |
| 8           | Svizzera    | 18    |
| 9           | Francia     | 11    |
| 10          | Australia   | 8     |
| Italia      | 8           |       |
| 12          | Svezia      | 7     |
| 13          | Estonia     | 6     |
| Russia      | 6           |       |
| Regno Unito | 6           |       |
| 16          | Belgio      | 2     |
| 17          | Croazia     | 1     |